# Lämåsen
Lämåsen är ett naturreservat i Vansbro kommun i Dalarnas län.
Området är naturskyddat sedan 1978 och är 3 hektar stort. Reservatet ligger på en rullstensås, en del av Äppelboåsen, och vid Busjöns södra strand. På åsen växer en gles tallskog.